# Holi (Ulugawo)
Holi is een bestuurslaag in het regentschap Nias van de provincie Noord-Sumatra, Indonesië. Holi telt 1184 inwoners (volkstelling 2010).